# Belén Fritzsche
Belén Fritzsche (* 21. November 1997) ist eine argentinische Leichtathletin, die sich auf den Sprint spezialisiert hat.

## Sportliche Laufbahn
Erste Erfahrungen bei internationalen Meisterschaften sammelte Belén Fritzsche im Jahr 2023, als sie bei den Südamerikameisterschaften in São Paulo mit der argentinischen 4-mal-100-Meter-Staffel in 45,14 s den vierten Platz belegte. Im November gelangte sie bei den Panamerikanischen Spielen in Santiago de Chile bis ins Finale, ging dort aber nicht mehr an den Start. 2025 belegt sie bei den Hallensüdamerikameisterschaften in Cochabamba in 7,58 s den achten Platz im 60-Meter-Lauf und gewann mit der 4-mal-400-Meter-Staffel in 4:08,20 min die Silbermedaille hinter dem bolivianischen Team. Ende April verpasste sie bei den Südamerikameisterschaften in Mar del Plata mit 11,75 s den Finaleinzug über 100 Meter und gewann mit der 4-mal-100-Meter-Staffel in 46,57 s gemeinsam mit María Florencia Lamboglia, Valentina Napolitano und Guillermina Cossio die Bronzemedaille hinter den Teams aus Brasilien und Ecuador.
In den Jahren von 2022 bis 2025 wurde Fritzsche argentinische Meisterin in der 4-mal-100-Meter-Staffel.

## Persönliche Bestzeiten
- 100 Meter: 11,75 s (+1,2 m/s), 25. April 2025 in Mar del Plata
  - 60 Meter (Halle): 7,55 s, 22. Februar 2025 in Cochabamba
- 200 Meter: 24,74 s (−1,4 m/s), 6. Oktober 2024 in Mar del Plata